# Condado de Renville (Minnesota)
O Condado de Renville é um dos 87 condados do estado americano de Minnesota. A sede do condado é Olivia, e sua maior cidade é Olivia. O condado possui uma área de 2 557 km² (dos quais 11 km² estão cobertos por água), uma população de 17 154 habitantes, e uma densidade populacional de 7 hab/km² (segundo o censo nacional de 2000). O condado foi fundado em 1855.